# Bella Sims
Arabella Sims, nota come Bella Sims (Las Vegas, 25 maggio 2005), è una nuotatrice statunitense, vincitrice della medaglia d'argento ai Giochi olimpici estivi di Tokyo 2020 nella staffetta 4x200 metri stile libero.

## Palmarès
- Giochi olimpici

Tokyo 2020: argento nella 4x200 m sl.
- Mondiali

Budapest 2022: oro nella 4x200m sl.
Fukuoka 2023: argento nella 4x200m sl e nella 4x100m sl mista.
Singapore 2025: argento nella 4x200m sl.